# Abiram
Abiram är ett israelitiskt personnamn som i Gamla Testamentet bars av en ättling till Ruben, Jakobs förstfödde son.
Enligt den äldre berättelsen i Fjärde Mosebok 16 gjorde Abiram tillsammans med sin bror Datan uppror mot Moses i dennes egenskap av politisk ledare för Israels barn och blev tillsammans med sin bror och deras familjer straffad för detta genom att jorden öppnade sig och uppslukade dem.
En annan Abiram, äldste sonen till Hiel, omtalas i Första Kungaboken 16:34.